# Hans Adam (Widerstandskämpfer)

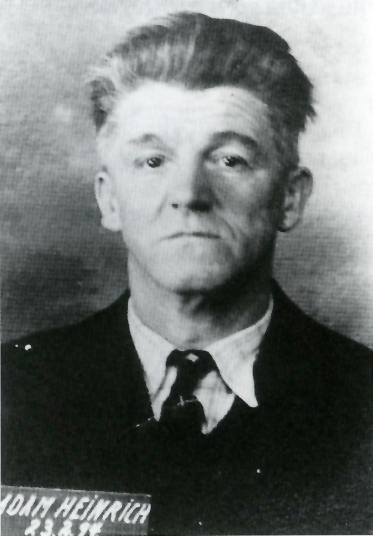
Hans Adam im Jahr 1941

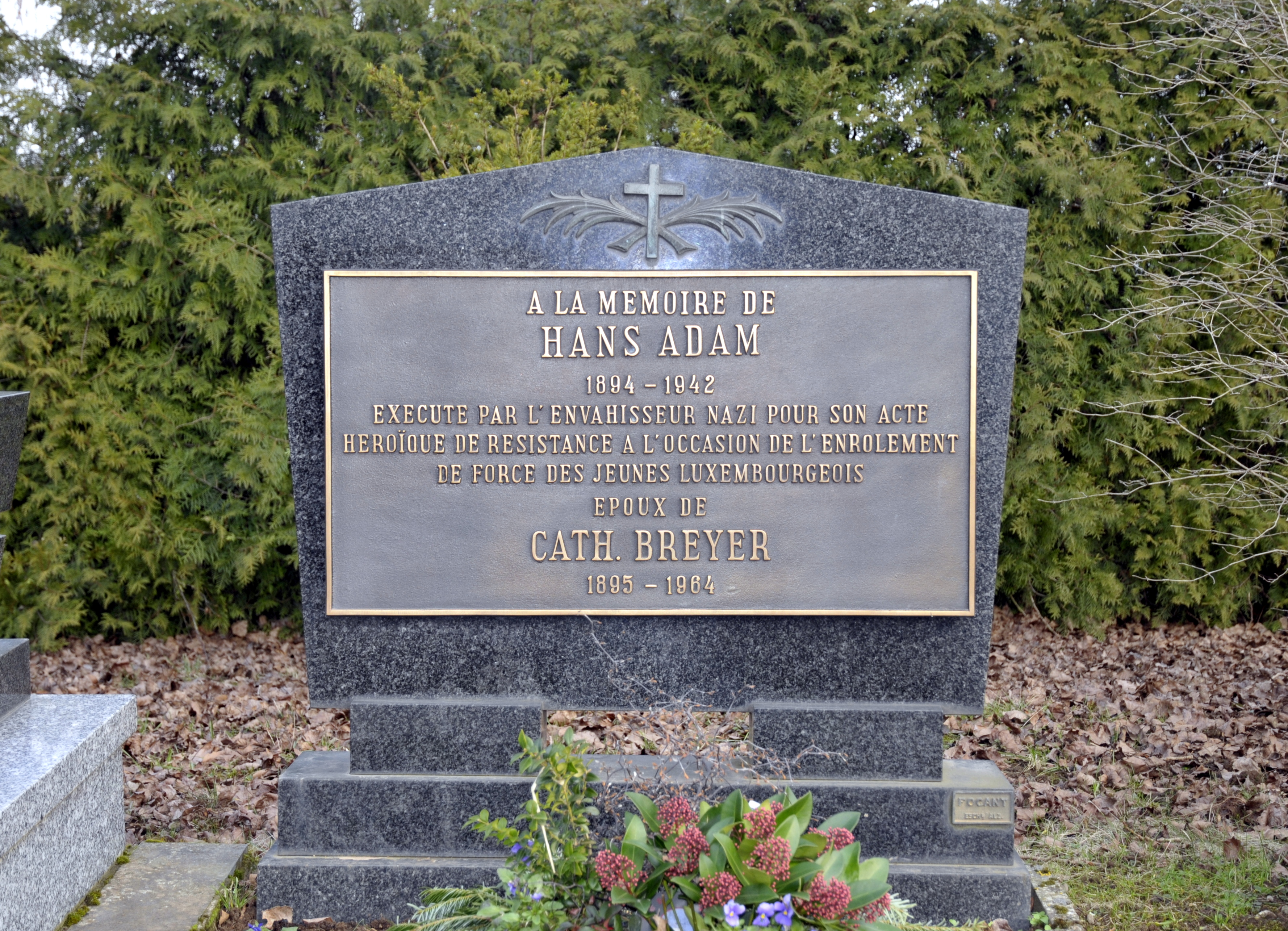
Das Grab von Hans Adam

Heinrich „Hans“ Adam (* 23. Februar 1894 in Anspach; † 11. September 1942 in Köln) war ein deutscher Arbeiter und Widerständler gegen den Nationalsozialismus in Luxemburg. Im September 1942 wurde er im Gefängnis Klingelpütz in Köln hingerichtet.
Als Hans Adam drei Jahre alt war, zog seine Familie aus dem Taunus nach Schifflingen in Luxemburg. Er heiratete eine Luxemburgerin, Catherine Breyer, und wurde Vater von zwei Kindern. Zunächst arbeitete er als Grubenarbeiter und wechselte später zu den Hüttenwerken von ARBED (Aciéries Réunies de Burbach-Eich-Dudelange) in Esch an der Alzette. Bei seinen Kollegen genoss er trotz seiner deutschen Herkunft großes Vertrauen.
Am Sonntag, dem 30. August 1942, gab Gauleiter Gustav Simon in dem mittlerweile von der deutschen Wehrmacht besetzten Luxemburg die allgemeine Wehrpflicht mit sofortiger Einberufung der Jahrgänge 1920 bis 1924 bekannt. Daraufhin kam es tags darauf zu einem Generalstreik im ganzen Land. Um 18:02 Uhr gab Hans Adam, der der Widerstandsorganisation Alweraje angehörte, das Signal zum Streik in seinem Werk, indem er einen schweren Haken an die Werkssirene (de Bier) befestigte, so dass sie einen Dauerton von sich gab. Rund 2000 Arbeiter verließen daraufhin ihren Arbeitsplatz. Am 1. September wurde von den deutschen Behörden der Ausnahmezustand über das Land verhängt. 20 Männer, die sich am Streik beteiligt hatten, wurden von einem Standgericht unter Vorsitz des Gestapo-Chefs Fritz Hartmann zum Tode verurteilt und am 3. September standrechtlich erschossen.
Adam wurde zunächst wegen Arbeitsverweigerung für einen Tag verhaftet und dann wieder aus der Haft entlassen. Bei einer weiteren Verhaftungswelle wenige Tage später wurde er erneut festgenommen. Nach tagelangen Verhören gestand er, die Sirene bedient und damit den Streik im Schifflinger Hüttenwerk ausgelöst zu haben. Vor einem Standgericht wurde er zum Tode verurteilt und am 11. September 1942 in Köln durch das Fallbeil enthauptet. Sein Schicksal war lange Jahre unbekannt und wurde erst 1973 nach einer Untersuchung bekannt.
Seine Witwe Catherine wurde am 26. September 1942 mit ihren Kindern nach Schlesien verschleppt. Am 21. Juli 1945 kehrte die Familie nach Esch/Alzette zurück.

## Gedenken

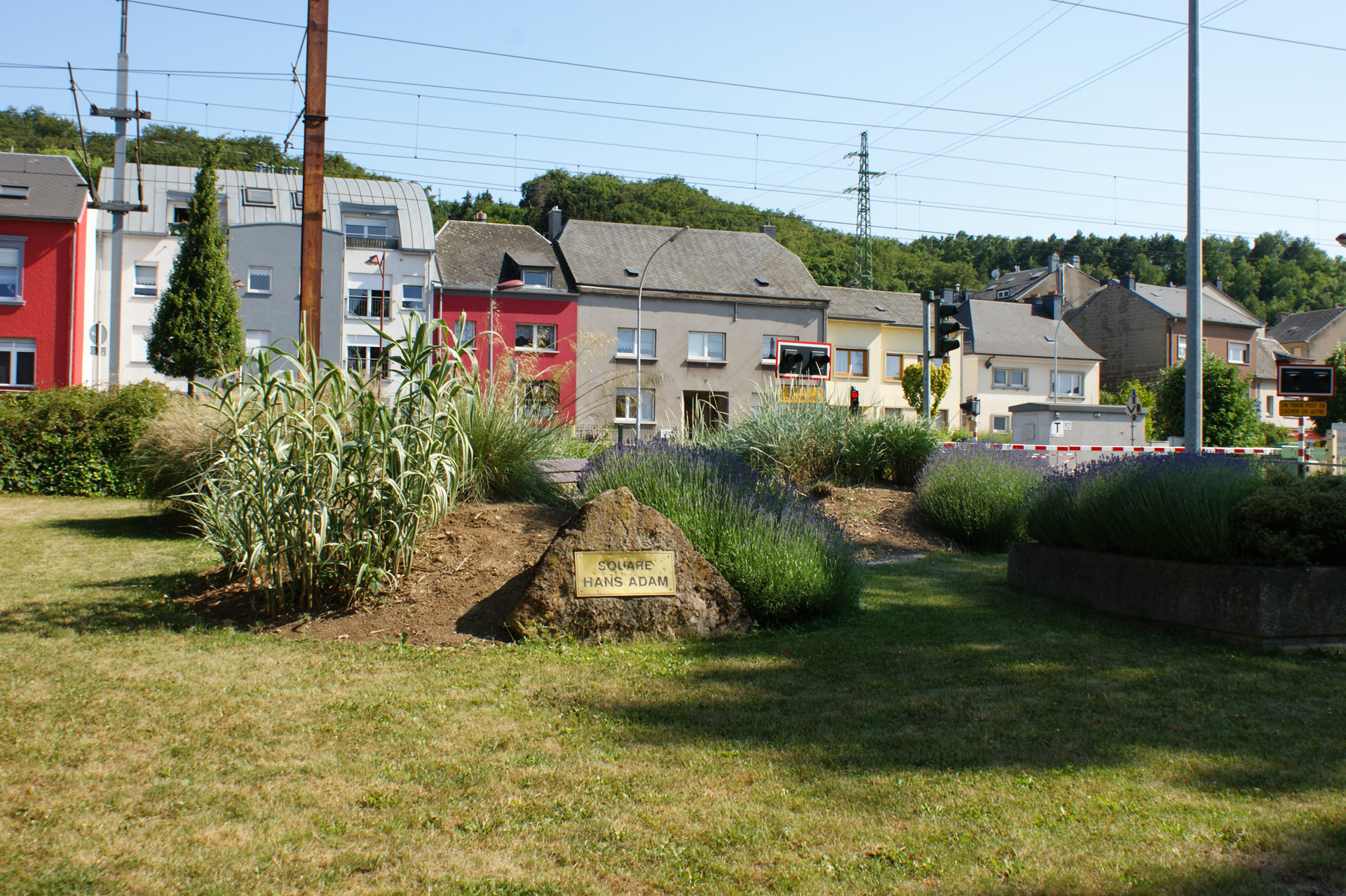
Der Square Hans Adam in Schifflingen

In Schifflingen wurde zum Gedenken an Hans Adam ein Platz, der Square Hans Adam, nach ihm benannt, in Berchem ist eine Straße nach ihm benannt.
Adam liegt auf dem Friedhof von Lallingen begraben. Im September 2014 wurde das Grab erneuert und eine Gedenktafel angebracht.